# جاك برادفورد (مخرج)
جاك برادفورد (بالإنجليزية: Jack Bradford)‏ هو مخرج أمريكي، ولد في 26 يوليو 1959 في ميلتون في الولايات المتحدة.

## وصلات خارجية
- جاك برادفورد على موقع IMDb (الإنجليزية)